# La Cariñosa
La Cariñosa fue una cadena de radio colombiana en AM, propiedad del grupo RCN Radio.

## Historia
Fue lanzada el 22 de mayo de 2000 por Marco Aurelio Álvarez, Jairo Ossa Giraldo y Francisco Restrepo Arroyave cuya programación estaba centrada en la música popular, rancheras, norteñas, noticias locales. Su desarrollo estuvo a cargo de Blanca Luz Holguín.
El día lunes 4 de agosto de 2025, por decisión de las directivas de RCN Radio se descontinuó este sistema radial, en medio de una reestructuración drástica. Su reemplazo principal es el sistema Alerta, mientras que en otras ciudades fueron sustituidas por La FM.

## Antiguas Frecuencias
| Ciudad        | Nombre de estación | Frecuencia | Código de identificación |
| ------------- | ------------------ | ---------- | ------------------------ |
| Armenia       | La Cariñosa        | 1400 AM    | HJHM                     |
| Barranquilla  | La Cariñosa        | 1400 AM    | HJAS                     |
| Bucaramanga   | Radio Santander    | 1180 AM    | HJGK                     |
| Cali          | Radio Calidad      | 1230 AM    | HJLK                     |
| Cartagena     | La Cariñosa        | 1270 AM    | HJAR                     |
| Cúcuta        | La Cariñosa        | 1210 AM    | HJE65                    |
| Duitama       | La Cariñosa        | 1030 AM    | HJDJ                     |
| Manizales     | La Cariñosa        | 1450 AM    | HJNL                     |
| Medellín      | Radio Paisa        | 1140 AM    | HJDL                     |
| Pasto         | La Cariñosa        | 1460 AM    | HJZU                     |
| Pereira       | La Cariñosa        | 1210 AM    | HJBQ                     |
| Tuluá         | La Cariñosa        | 1170 AM    | HJJE                     |
| Villavicencio | La Voz Del Llano   | 1020 AM    | HJKS                     |